# Chó biết hát New Guinea
Chó biết hát New Guinea (New Guinea Singing Dog hay còn viết tắt là NGSD) là một giống chó hoang bản địa của đảo Papua New Guinea thuộc dòng chó Dingo với đặc điểm khác biệt là chúng biết ca những bài ca của loài chó với những âm thanh tru tréo đặc biệt.

## Tổng quan
Chó NGSD cư trú ở tất cả các vùng khí hậu trên đảo New Guinea. Dòng chó Dingo này rất gần với giống chó nguyên thủy có nguồn gốc từ chó sói châu Á từ 10,000 đến 15,000 năm trước. Các nhà thám hiểm trong thế kỷ 19 đã tìm thấy những con chó này ở nhiều ngôi làng của New Guinea. Một số nơi chúng được nuôi như con vật nuôi nhưng cũng có một số nơi chúng lại bị săn đuổi. Giống chó này đã bị lai tạp với các giống chó nhập khẩu vào New Guinea và ở những vùng đất thấp, chúng gần như đã tuyệt chủng.
Tuy nhiên, vào những năm 1950, có hai con chó thuần chủng đã bị bắt ở Thung lũng Lavanni, một vùng biệt lập ở cao nguyên phía Nam và được gửi đến vườn thú Taronga tại Sydney, Australia. Vào những năm 1970, một đôi khác bị bắt ở vùng Thung lũng Irian Jaya's Eipomak thuộc lãnh thổ Indonesia. Sau đó, gần như tất cả NGSD tại châu Âu và Bắc Mỹ đều được tạo ra từ đôi chó này. Giống chó này đã trở thành rất hiếm tại New Guinea hiện nay, nhưng chúng còn được nuôi ở một số vườn thú trên thế giới và những tay nuôi chó chuyên nghiệp. Chúng được công nhận bởi Hiệp hội chó giống Anh Quốc (UKC), do đó chúng có thể tham gia một số cuộc thi.

## Đặc điểm
NGSD là một giống chó có kích cỡ nhỏ đến trung bình với thân hình lực lưỡng, Loài chó này mạnh khoẻ và cân đối, chúng tương tự như chó hoang Dingo, cho dù nhỏ hơn một chút so với người hàng xóm này. Khác với chó Dingo một chút, những con NGSD cái có khả năng sinh sản 2 lứa/1 năm. Chúng cao từ 35–38 cm, nặng từ 8–14 kg. Chúng có hình dạng bên ngoài tương tự như nòi cáo, với đầu có hình dáng nhọn, trán to, tai dựng, có mắt nhọn, lông bông, dài vừa phải, và đuôi xù.
NGSD là giống chó đặc biệt nhanh nhẹn và duyên dáng. Chúng có cấu trúc xương rất linh hoạt và có thể cho phép chúng luồn lách dễ dàng. Khả năng săn bắt của chúng rất mạnh và có thể lấn át tất cả những gì chúng đã được huấn luyện khi chúng phát hiện ra con mồi. Chúng thường sử dụng giác quan sắc sảo của chúng để nghe, nhìn và ngửi hơi con mồi. Cấu trúc hàm răng tốt hơn của chó hoang Dingo. Trong tự nhiên, con mồi của chúng gồm thú có túi, Wallaby, các loài gặm nhấm, Cuscus, một số loài chim, đà điểu đầu mào lùn, kể cả chúng ăn trái cây

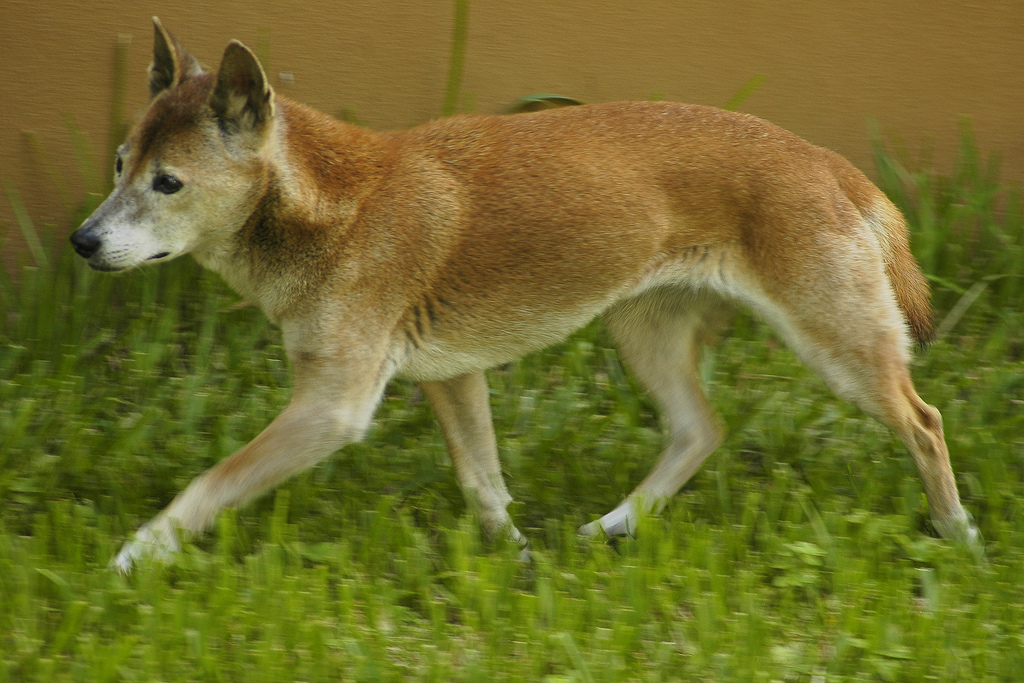
Một con NGSD tiêu chuẩn

Màu lông của chúng có màu vàng đỏ, hoặc vàng đỏ với các vệt trắng, và đen vàng. Các vết lông trắng thường hay có nhưng không chiếm quá 1/3 toàn cơ thể. Các vết lông trắng chỉ được phép có tại các điểm Mũi, Mặt, Cổ, Vai, Chân, Bàn chân, chóp đuôi, Bụng. Các vệt lông trắng này không được tạo thành các vệt khoang trên người. Hai chân sau dốc, đuôi dài vừa phải và có lông tơ mềm mại. NGSD có thể tự chăm sóc cho bộ lông của chúng. Tuổi thọ của chúng từ 15-20 năm. NGSD là một giống chó rất khoẻ mạnh. 
Loài chó này được đặt tên từ tiếng tru của chúng, tiếng tru lên bổng xuống trầm, có nhiều âm vực khác nhau của một tay hoà âm lão luyện. Âm thanh của chúng không giống bất cứ giống chó nào khác, kể cả giọng điệu đẹp của nòi chó săn đuổi như foxhound. NGSD có một khả năng đặc biệt là thay đổi âm điệu trong tiếng tru và hú của nó. Chúng không sủa liên tục mà có một giọng tru rất phức tạp, bao gồm những tiếng kêu ăng ẳng, tiếng rên rỉ và sủa từng tiếng. Tiếng tru của chúng có một âm vực rất kỳ quái, và đã tạo thành tên của chúng. Chúng thường tru khi bị quấy rầy hoặc khi bị kích thích.

## Tập tính
NGSD là một giống chó hoang, nhưng hiện nay đã được thuần hoá gần như hoàn toàn, và đã được xã hội hoá mạnh. Chúng có thể biểu lộ tình cảm với chủ. NGSD rất năng động và cảnh giác. Chúng luôn luôn khám phá tất cả những gì có trong lãnh thổ của chúng bằng tất cả các giác quan, gồm cả nếm thử. Mặc dù thân thiện, quyến luyến với chủ nhưng chúng lại rất cảnh giác với người lạ. NGSD có thể rất hung hãn với các con chó lạ đặc biệt những con cùng giống.
NGSD không được khuyến khích nuôi trong hầu hết các gia đình do chúng còn rất nhiều bản năng hoang dã và chúng đang trên bờ tuyệt chủng. Có một vài nhà nuôi chó chuyên nghiệp đã tiến hành xã hội hoá giống chó này. Nếu được huấn luyện tốt, NGSD là những con chó rất tình cảm, thân thiện. Vườn thú Taronga (Taronga Park Zoo) tại Sydney, Australia và một vài vườn thú khác còn một vài con chó này và đang cố gắng bảo tồn chúng khỏi sự tuyệt chủng hoàn toàn. Chúng có thể sống và phát triển trong khí hậu lạnh và có thể thay đổi để thích nghi. Giống chó này cần luyện tập và chạy nhảy thường xuyên.